# Aenigmatanthera
Aenigmatanthera es un género botánico de plantas de flores con cinco especies perteneciente a la familia Malpighiaceae. Es originario de Brasil.

## Taxonomía
El género fue descrito por (William Russell Anderson y publicado en Novon 16(2): 173–174, f. 2. 2006.

## Especies
- Aenigmatanthera doniana (Griseb.) W.R.Anderson
- Aenigmatanthera lasiandra (A.Juss.) W.R.Anderson